# 吉特朗库尔
吉特朗库尔（法語：Guitrancourt，法語發音：[ɡitʁɑ̃kuʁ]）是法国伊夫林省的一个市镇，属于芒特拉若利区。

## 地理
吉特朗库尔（49°0'31"N, 1°46'37"E）面积7.32 平方千米，位于法国法蘭西島大區伊夫林省，该省份为法国北部内陆省份，北起瓦兹河谷省，西接厄尔省，西南接厄尔-卢瓦省，东南接埃松省，东临上塞纳省。
与吉特朗库尔接壤的市镇（或旧市镇、城区）包括：韦克桑地区布吕埃伊、丰特奈圣佩尔、加让维尔、伊苏、利迈、波舍维尔。

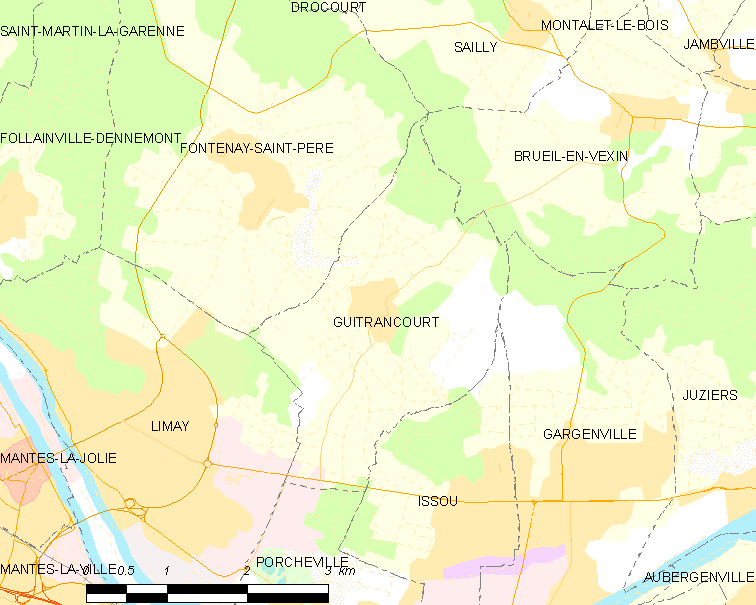
吉特朗库尔的OSM定位图

吉特朗库尔的时区为UTC+01:00、UTC+02:00（夏令时）。

## 行政
吉特朗库尔的邮政编码为78440，INSEE市镇编码为78296。

## 政治
吉特朗库尔所属的省级选区为利迈县。

## 人口

1962-2008年间吉特朗库尔人口变化图示

吉特朗库尔于2022年1月1日时的人口数量为642人。